# Dianthus zeyheri
Dianthus zeyheri är en nejlikväxtart. Dianthus zeyheri ingår i släktet nejlikor, och familjen nejlikväxter.

## Underarter
Arten delas in i följande underarter:
- D. z. natalensis
- D. z. zeyheri